# Llista d'asteroides/161501-161600
| Nom               | Designació provisional | Data de descobriment   | Lloc de descobriment | Descobridor/s       |
| ----------------- | ---------------------- | ---------------------- | -------------------- | ------------------- |
| 161501 -          | 2004 RV19              | 7 de setembre de 2004  | Socorro              | LINEAR              |
| 161502 -          | 2004 RP26              | 6 de setembre de 2004  | Palomar              | NEAT                |
| 161503 -          | 2004 RD45              | 8 de setembre de 2004  | Socorro              | LINEAR              |
| 161504 -          | 2004 RD54              | 8 de setembre de 2004  | Socorro              | LINEAR              |
| 161505 -          | 2004 RU68              | 8 de setembre de 2004  | Socorro              | LINEAR              |
| 161506 -          | 2004 RR79              | 8 de setembre de 2004  | Palomar              | NEAT                |
| 161507 -          | 2004 RU82              | 9 de setembre de 2004  | Socorro              | LINEAR              |
| 161508 -          | 2004 RW88              | 8 de setembre de 2004  | Socorro              | LINEAR              |
| 161509 -          | 2004 RB99              | 8 de setembre de 2004  | Socorro              | LINEAR              |
| 161510 -          | 2004 RA150             | 9 de setembre de 2004  | Socorro              | LINEAR              |
| 161511 -          | 2004 RP179             | 10 de setembre de 2004 | Socorro              | LINEAR              |
| 161512 -          | 2004 RD190             | 10 de setembre de 2004 | Socorro              | LINEAR              |
| 161513 -          | 2004 RK195             | 10 de setembre de 2004 | Socorro              | LINEAR              |
| 161514 -          | 2004 RE288             | 15 de setembre de 2004 | 7300 Observatory     | W. K. Y. Yeung      |
| 161515 -          | 2004 RO291             | 10 de setembre de 2004 | Socorro              | LINEAR              |
| 161516 -          | 2004 RR326             | 13 de setembre de 2004 | Socorro              | LINEAR              |
| 161517 -          | 2004 RZ328             | 15 de setembre de 2004 | Kitt Peak            | Spacewatch          |
| 161518 -          | 2004 RK334             | 15 de setembre de 2004 | Anderson Mesa        | LONEOS              |
| 161519 -          | 2004 SQ11              | 16 de setembre de 2004 | Siding Spring        | SSS                 |
| 161520 -          | 2004 SO32              | 17 de setembre de 2004 | Socorro              | LINEAR              |
| 161521 -          | 2004 SG51              | 22 de setembre de 2004 | Kitt Peak            | Spacewatch          |
| 161522 -          | 2004 SO57              | 16 de setembre de 2004 | Anderson Mesa        | LONEOS              |
| 161523 -          | 2004 SQ60              | 17 de setembre de 2004 | Socorro              | LINEAR              |
| 161524 -          | 2004 TU16              | 8 d'octubre de 2004    | Socorro              | LINEAR              |
| 161525 -          | 2004 TH44              | 4 d'octubre de 2004    | Kitt Peak            | Spacewatch          |
| 161526 -          | 2004 TF106             | 7 d'octubre de 2004    | Socorro              | LINEAR              |
| 161527 -          | 2004 TG124             | 7 d'octubre de 2004    | Socorro              | LINEAR              |
| 161528 -          | 2004 TE133             | 7 d'octubre de 2004    | Anderson Mesa        | LONEOS              |
| 161529 -          | 2004 TR179             | 7 d'octubre de 2004    | Kitt Peak            | Spacewatch          |
| 161530 -          | 2004 TQ293             | 10 d'octubre de 2004   | Kitt Peak            | Spacewatch          |
| 161531 -          | 2004 TA296             | 10 d'octubre de 2004   | Kitt Peak            | Spacewatch          |
| 161532 -          | 2004 TN342             | 13 d'octubre de 2004   | Kitt Peak            | Spacewatch          |
| 161533 -          | 2004 TF345             | 15 d'octubre de 2004   | Mount Lemmon         | Mount Lemmon Survey |
| 161534 -          | 2004 TZ359             | 9 d'octubre de 2004    | Anderson Mesa        | LONEOS              |
| 161535 -          | 2004 VR9               | 3 de novembre de 2004  | Anderson Mesa        | LONEOS              |
| 161536 -          | 2004 VA16              | 3 de novembre de 2004  | Palomar              | NEAT                |
| 161537 -          | 2004 VA24              | 4 de novembre de 2004  | Catalina             | CSS                 |
| 161538 -          | 2004 VP26              | 4 de novembre de 2004  | Catalina             | CSS                 |
| 161539 -          | 2004 VQ57              | 5 de novembre de 2004  | Palomar              | NEAT                |
| 161540 -          | 2004 VP77              | 12 de novembre de 2004 | Catalina             | CSS                 |
| 161541 -          | 2004 VJ81              | 4 de novembre de 2004  | Kitt Peak            | Spacewatch          |
| 161542 -          | 2004 WF3               | 17 de novembre de 2004 | Siding Spring        | SSS                 |
| 161543 -          | 2004 WH10              | 19 de novembre de 2004 | Socorro              | LINEAR              |
| 161544 -          | 2004 XQ13              | 8 de desembre de 2004  | Socorro              | LINEAR              |
| 161545 Ferrando   | 2004 XP16              | 10 de desembre de 2004 | La Cañada            | J. Lacruz           |
| 161546 Schneeweis | 2004 XT16              | 10 de desembre de 2004 | Junk Bond            | D. Healy            |
| 161547 -          | 2004 XS29              | 10 de desembre de 2004 | Socorro              | LINEAR              |
| 161548 -          | 2004 XL49              | 12 de desembre de 2004 | Palomar              | NEAT                |
| 161549 -          | 2004 XN49              | 12 de desembre de 2004 | Socorro              | LINEAR              |
| 161550 -          | 2004 XS54              | 10 de desembre de 2004 | Kitt Peak            | Spacewatch          |
| 161551 -          | 2004 XO72              | 14 de desembre de 2004 | Kitt Peak            | Spacewatch          |
| 161552 -          | 2004 XT80              | 10 de desembre de 2004 | Socorro              | LINEAR              |
| 161553 -          | 2004 XV102             | 14 de desembre de 2004 | Catalina             | CSS                 |
| 161554 -          | 2004 XO121             | 14 de desembre de 2004 | Catalina             | CSS                 |
| 161555 -          | 2004 XX121             | 15 de desembre de 2004 | Socorro              | LINEAR              |
| 161556 -          | 2004 XZ146             | 15 de desembre de 2004 | Socorro              | LINEAR              |
| 161557 -          | 2004 YF6               | 16 de desembre de 2004 | Kitt Peak            | Spacewatch          |
| 161558 -          | 2004 YF17              | 18 de desembre de 2004 | Mount Lemmon         | Mount Lemmon Survey |
| 161559 -          | 2004 YO21              | 18 de desembre de 2004 | Mount Lemmon         | Mount Lemmon Survey |
| 161560 -          | 2004 YW34              | 18 de desembre de 2004 | Mount Lemmon         | Mount Lemmon Survey |
| 161561 -          | 2005 AR7               | 6 de gener de 2005     | Catalina             | CSS                 |
| 161562 -          | 2005 AU10              | 6 de gener de 2005     | Catalina             | CSS                 |
| 161563 -          | 2005 AB17              | 6 de gener de 2005     | Socorro              | LINEAR              |
| 161564 -          | 2005 AF35              | 13 de gener de 2005    | Socorro              | LINEAR              |
| 161565 -          | 2005 AD62              | 15 de gener de 2005    | Kitt Peak            | Spacewatch          |
| 161566 -          | 2005 AH64              | 13 de gener de 2005    | Kitt Peak            | Spacewatch          |
| 161567 -          | 2005 BX                | 16 de gener de 2005    | Hormersdorf          | J. Lorenz           |
| 161568 -          | 2005 BC2               | 17 de gener de 2005    | Socorro              | LINEAR              |
| 161569 -          | 2005 BH17              | 16 de gener de 2005    | Kitt Peak            | Spacewatch          |
| 161570 -          | 2005 BR23              | 17 de gener de 2005    | Kitt Peak            | Spacewatch          |
| 161571 -          | 2005 CB6               | 1 de febrer de 2005    | Kitt Peak            | Spacewatch          |
| 161572 -          | 2005 CP50              | 2 de febrer de 2005    | Socorro              | LINEAR              |
| 161573 -          | 2005 CX57              | 2 de febrer de 2005    | Catalina             | CSS                 |
| 161574 -          | 2005 DS                | 28 de febrer de 2005   | Junk Bond            | Junk Bond           |
| 161575 -          | 2005 EZ10              | 2 de març de 2005      | Kitt Peak            | Spacewatch          |
| 161576 -          | 2005 EY47              | 3 de març de 2005      | Catalina             | CSS                 |
| 161577 -          | 2005 EK72              | 2 de març de 2005      | Catalina             | CSS                 |
| 161578 -          | 2005 EL85              | 4 de març de 2005      | Socorro              | LINEAR              |
| 161579 -          | 2005 EH121             | 8 de març de 2005      | Socorro              | LINEAR              |
| 161580 -          | 2005 EV122             | 8 de març de 2005      | Mount Lemmon         | Mount Lemmon Survey |
| 161581 -          | 2005 EA204             | 11 de març de 2005     | Kitt Peak            | Spacewatch          |
| 161582 -          | 2005 ET219             | 10 de març de 2005     | Mount Lemmon         | Mount Lemmon Survey |
| 161583 -          | 2005 GZ119             | 6 d'abril de 2005      | Anderson Mesa        | LONEOS              |
| 161584 -          | 2005 GN123             | 7 d'abril de 2005      | Kitt Peak            | Spacewatch          |
| 161585 -          | 2005 GN184             | 10 d'abril de 2005     | Kitt Peak            | M. W. Buie          |
| 161586 -          | 2005 JO88              | 10 de maig de 2005     | Mount Lemmon         | Mount Lemmon Survey |
| 161587 -          | 2005 LC7               | 1 de juny de 2005      | Kitt Peak            | Spacewatch          |
| 161588 -          | 2005 LE30              | 12 de juny de 2005     | Kitt Peak            | Spacewatch          |
| 161589 -          | 2005 MF49              | 29 de juny de 2005     | Palomar              | NEAT                |
| 161590 -          | 2005 NO49              | 8 de juliol de 2005    | Kitt Peak            | Spacewatch          |
| 161591 -          | 2005 OG14              | 31 de juliol de 2005   | Siding Spring        | SSS                 |
| 161592 -          | 2005 PN24              | 10 d'agost de 2005     | Cerro Tololo         | M. W. Buie          |
| 161593 -          | 2005 QE28              | 28 d'agost de 2005     | Junk Bond            | D. Healy            |
| 161594 -          | 2005 QR171             | 29 d'agost de 2005     | Palomar              | NEAT                |
| 161595 -          | 2005 SK19              | 25 de setembre de 2005 | Calvin-Rehoboth      | Calvin College      |
| 161596 -          | 2005 SK79              | 24 de setembre de 2005 | Kitt Peak            | Spacewatch          |
| 161597 -          | 2005 SR85              | 24 de setembre de 2005 | Kitt Peak            | Spacewatch          |
| 161598 -          | 2005 SF129             | 29 de setembre de 2005 | Mount Lemmon         | Mount Lemmon Survey |
| 161599 -          | 2005 SB153             | 25 de setembre de 2005 | Kitt Peak            | Spacewatch          |
| 161600 -          | 2005 TE28              | 1 d'octubre de 2005    | Kitt Peak            | Spacewatch          |